# Gabriella Carli
Gabriella Carli (Trieste, 1953) è una direttrice d'orchestra e pianista italiana.

## Formazione e attività musicale
Dal 1964 al 1975 Gabriella Carli studia pianoforte al Conservatorio Giuseppe Tartini di Trieste. Dopo il diploma di pianista, ha frequentato la masterclass di Carlo Zecchi al Mozarteum di Salisburgo, dove ha superato l'esame di concerto nel 1976. In questo periodo si esibisce come pianista al Festival dei Due Mondi di Spoleto, dove incontra il compositore Gian Carlo Menotti, del quale assiste al festival 1975-1980. Su suo consiglio, si dedicò alla direzione e alla regia di opere.
Ha frequentato corsi di perfezionamento con Franco Ferrara all'Accademia Nazionale di Santa Cecilia e all'Accademia Musicale Chigiana, nonché con Karlheinz Stockhausen al Teatro Comunale di Bologna e con Sergiu Celibidache alla Filarmonica di Monaco.  Ha conseguito il diploma di direzione d'orchestra nel 1977 da Pierre Dervaux durante l'Accademia estiva internazionale di Nizza. Nello stesso anno ha debuttato come direttore d'orchestra con l'Orchestra Filarmonica di Danzica a Venezia, eseguendo anche la Quarta Sinfonia (Beethoven). Oltre al curriculum musicale, ha conseguito il dottorato in lettere presso l'Università di Padova nel 1980 con una tesi su Die Lieder mit Goethes Text von Mozart bis Hugo Wolf.  È stata accompagnatrice al pianoforte del balletto al Teatro di Krefeld per un anno prima di recarsi a Berlino nel 1985, dove è stata assistente di Herbert von Karajan nel 1987.  Carli ha fondato la propria orchestra con il Kammerensemble Berlin nel 1988, con la quale si è esibita nella sala da musica da camera della Filarmonica di Berlino nel 1989. Der Tagesspiegel ha scritto del concerto: “Gabriella Carli dirige a memoria e senza bacchetta. Colpiscono le linee morbide e il design molto consapevole delle mani. Ha convinto con una leadership sensibile e non spettacolare."
Il RIAS Berlino l'ha ritratta in un documentario nel 1989.
Carli come direttore d'orchestra è membro del CIDIM (Centro Nazionale Italiano Musica) e vive in Svizzera dal 1992.  Dopo essere stata vittima di un violento attacco nel 2008, fondò un'associazione contro la violenza col nome "risorgi" è con tale associazione è stata impegnata in numerosi concerti di beneficenza e conferenze per la pace e i diritti umani.
Nella primavera del 2021 Carli ha lanciato l'idea dei cosiddetti concerti "Covidisti" per la pace per commemorare tutte le vittime della crisi COVID e nel novembre 2021 hanno avuto luogo le prime esibizioni a Zurigo e Basilea.
Nel mese di agosto partecipa a una tavola rotonda con la piattaforma di ricerca ORCHESTRA.
Il 19 maggio 2023 ha diretto un concerto per la pace nel Conservatorio Reale di Bruxelles. con speciale menzione di riconoscimento della commissaria per la cultura dell'Unione Europea.
Gabriella Carli è stata la prima donna direttore d’orchestra in Italia ed è stata insignita da premi rilevanti.

## Premi
- 1982 Premio Dr. Walter Strebi al Lucerne International Music Festival (oggi “Lucerne Festival”)
- 1990 Premio per meriti artistici del presidente federale tedesco Richard von Weizsäcker[14]
- 1991 Ordine al Merito della Repubblica Italiana nel grado di ufficiale.[15]